# Lonchaea tarsata
Lonchaea tarsata är en tvåvingeart som beskrevs av Fallen 1820. Lonchaea tarsata ingår i släktet Lonchaea och familjen stjärtflugor. Arten är reproducerande i Sverige. Inga underarter finns listade i Catalogue of Life.